# Officine Meccaniche

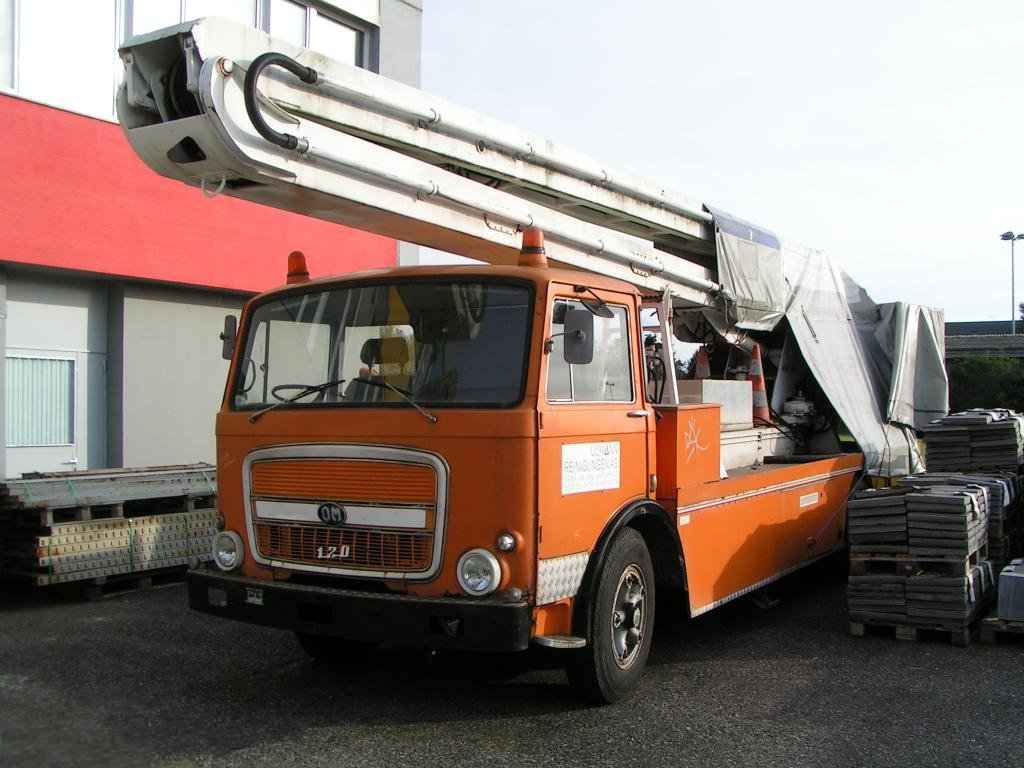
O.M. 1002

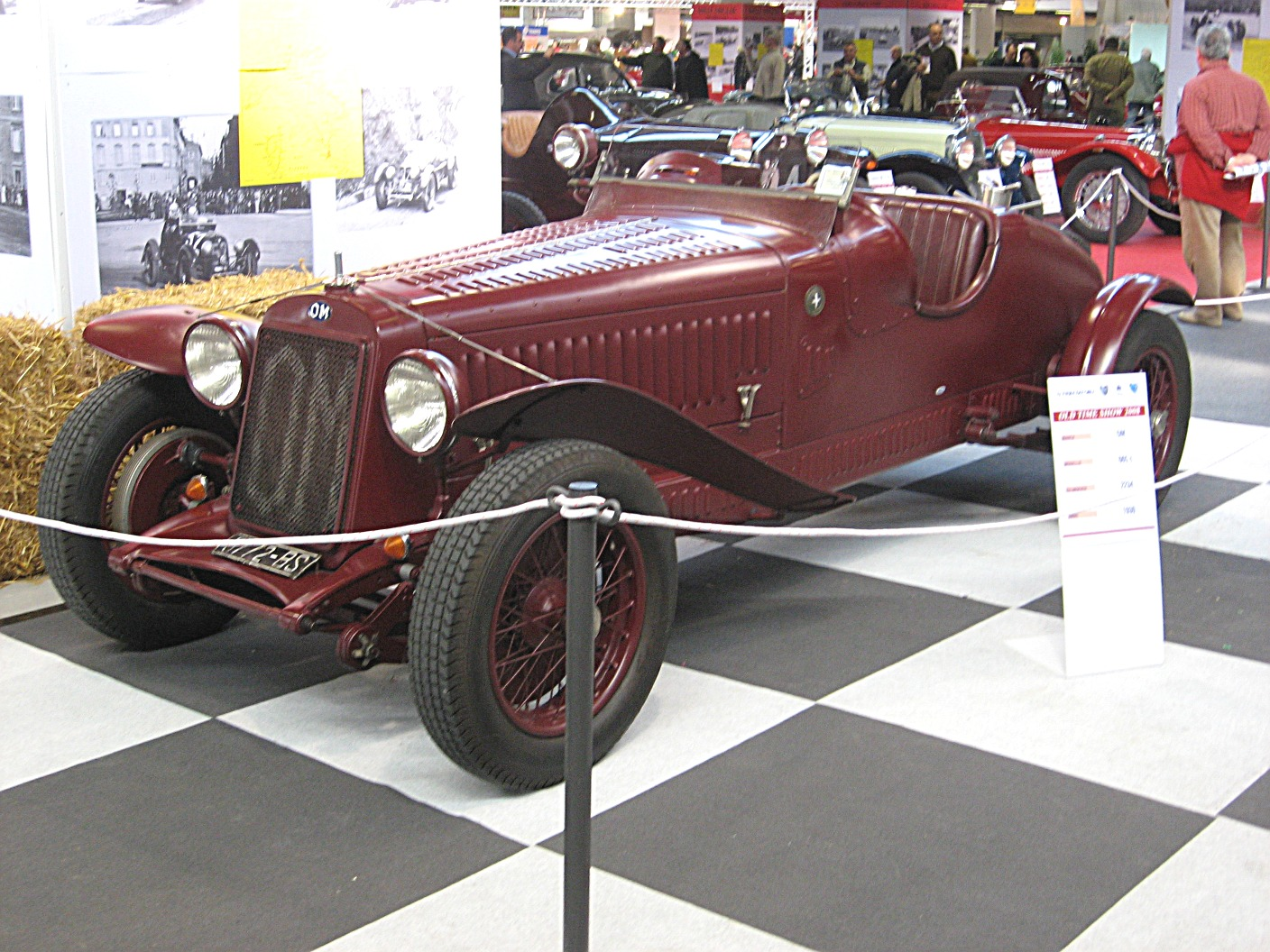
O.M. 665

OM (Officine Meccaniche) is een Italiaans auto- en vrachtautomerk, opgericht in 1899 in Milaan als Societa Anonima Officine Meccaniche.
Het bedrijf kwam voort uit de fusie van twee bedrijven, Grondoma Comi en Miani Silvestri. Oorspronkelijk maakte OM alleen rollend materieel, maar in 1917 werd Züst overgenomen en in 1918 begon de productie van personenauto's in de fabriek van Brixia-Züst in Brescia.

Het eerste model van OM, de Tipo S305 werd in 1918 gepresenteerd, maar was feitelijk een Züst. Pas in 1923 werd een volledig eigen model gepresenteerd, de Tipo 665 "Superba", uitgerust met een zescilindermotor met een cilinderinhoud van twee liter. De Tipo 665 won onder meer de 24 uur van Le Mans in 1925 en 1926 en de eerste Mille Miglia in 1927.
OM werd in 1938 overgenomen door FIAT. Een jaar later werd de productie van personenauto's gestaakt.
 In de jaren zestig en zeventig werden OM trucks in Zwitserland verkocht onder de naam Saurer-OM of Berna-OM, in Oostenrijk onder de naam Steyr-OM, in Frankrijk onder de naam Unic-OM, en in Duitsland onder de naam Büssing-OM.
 Ook in Nederland werden OM-bestelwagens geleverd, die een slag groter waren dan de kleine bestelbussen zoals de Volkswagen Transporter en konden concurreren met de Mercedes-Benz 508D. Kenmerkend waren de smalle raampjes in de cabine boven beide portieren.
In 1975 ging OM (FIAT trucks) op in Iveco.